# Omps
Omps é uma comuna francesa na região administrativa de Auvérnia-Ródano-Alpes, no departamento de Cantal. Estende-se por uma área de 12,39 km². Em 2010 a comuna tinha 344 habitantes (densidade: 27,8 hab./km²).